# (20279) Harel
(20279) Harel (1998 FZ47) – planetoida z pasa głównego asteroid okrążająca Słońce w ciągu 3,49 lat w średniej odległości 2,3 j.a. Odkryta 20 marca 1998 roku.